# Christopher Wool
Christopher Wool (n. 1955, Boston) es un pintor abstracto norteamericano.

## Biografía
Hijo de un biólogo molecular y una psiquiatra, Wool nació en la ciudad estadounidense de Boston en 1955 aunque terminó pasando su juventud en Chicago. En 1973, se mudó a la ciudad de Nueva York y se matriculó en Studio School, cursando estudios con el artista Jack Tworkov. Después de un período corto de entrenamiento formal como pintor en Studio School de Nueva York, dejó el mundo de la pintura y se sumergió en el mundo del cine underground y de la música alternativa para volver entre 1980 y 1984, trabajando a tiempo parcial para el artista Joël Shapiro. En 1997, se casó con la artista alemana Charline von Heyl, también conocida por sus obras abstractas.

## Obra
Las obras de Wool destacan, especialmente, por sus pinturas con letras grandes, negras y grabadas sobre lienzos blancos. Sus primeras obras fueron a finales de 1980, inspirándose en un grafiti sobre un camión blanco nuevo. Frecuentemente usando juegos de palabras, aliteraciones, divide en cuadrículas o elimina las vocales como por ejemplo 'TRBL' (TRBL de TROUBLE, en inglés, "problema" o 'DRNK' (DRINK, en inglés, bebida). En los 90, alcanzó más notoriedad gracias a sus obras 'Fool', 'Bad Dog' y especialmente, por 'Sell the House Sell the Car Sell the Kids' (literlamente, vende la casa, vende el coche, vende los niños).
Durante una exhibición en la 303 Gallery en 1988, Wool y su colega y artista Robert Gober presentaron una exposición e instalación colaborativa que incluía una de sus obras más reconocidas, Apocalypse Now, inspirada en la película de Francis Ford Coppola, Apocalypse Now. Desde principios de los 90 hasta el presente, la serigrafía ha sido la herramienta principal en la trayectoria artística de Wool.

## Exhibiciones

### Temporales
Algunas de las galerías y museos destacables donde han realizado exposiciones de las obras de Wool:
- 1989: Whitney Biennial de Nueva York, Estados Unidos.
- 1998: Museo de Arte Contemporáneo de Los Ángeles, Estados Unidos.
- 2004: Museo Nacional Centro de Arte Reina Sofía de Madrid, España.[7]
- 2006: Galería Gagosian de Los Ángeles, Estados Unidos.[4]
- 2006: Instituto de Arte Moderno de Valencia, España.[8]
- 2012: Museo de Arte Moderno de París, Francia.[9]
- 2013: Museo Guggenheim de Nueva York, Estados Unidos.[10]

### Permanentes
- Contemporary Art Foundation en Tokio, Japón. Posee obras del artista como "Chamaleon", adquirida por su fundador Yusaku Maezawa.[11]
- Museo Ludwig de Colonia, Alemania[12]
- Luhring Augustine Gallery en Nueva York, Estados Unidos, es el que cuenta con una representación más amplia.[13]